# 田云鹏
田云鹏（1963年7月—），吉林白山人，汉族，中国共产党党员。中华人民共和国政治人物、第十三届全国人民代表大会江西省代表。曾任江西省人民检察院检察长，现任安徽省高级人民法院院长。

## 生平
1986年毕业于中国政法大学经济法系经济法专业，后进入国家工商行政管理总局工作。
2011年7月，任宁夏回族自治区高级人民法院副院长（正厅级）、党组副书记；2014年5月，任宁夏回族自治区党委政法委副书记兼秘书长；
2016年11月，任宁夏回族自治区人民检察院副书记（正厅级），副检察长；
2018年1月，任江西省人民检察院党组书记、检察长。
2018年，田云鹏被选为江西省出席第十三届全国人民代表大会代表。
2023年1月，任安徽省高级人民法院院长。